# Elecciones municipales de 2016 en Traiguén
Las elecciones municipales de Traiguén de 2016 se realizaron el 23 de octubre de 2016, así como en todo Chile, para elegir a los responsables de la administración local, es decir, de las comunas. En el caso de la capital de la Región de La Araucania, esta elige a su alcalde y a 6 concejales.

## Resultados

### Elección de alcalde
| #              | Candidato               | Partido        | Votos | %      |
| -------------- | ----------------------- | -------------- | ----- | ------ |
| 1.             | Ricardo Sanhueza Pirce  | Ind.           | 4466  | 51,20% |
| 2.             | Luis Álvarez Valenzuela | Ind.           | 2691  | 30,90% |
| 3.             | Rossana Rathgeb Fuentes | RN             | 1565  | 17,90% |
| Total de votos | Total de votos          | Total de votos |       | 100%   |
| Fuente: Servel |                         |                |       |        |